# William Schlich

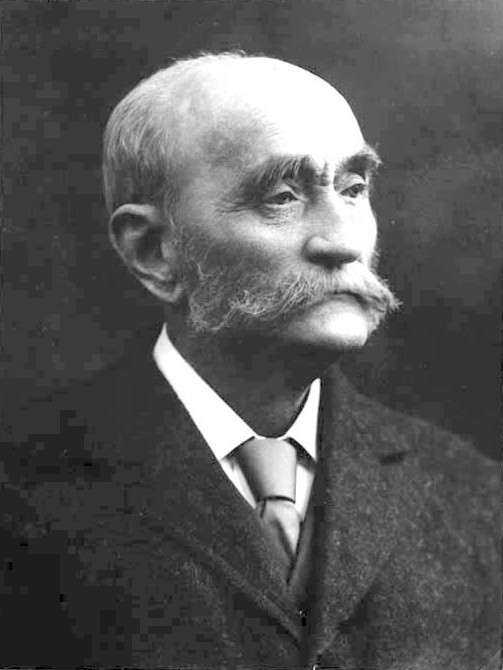
William Schlich

Sir William Schlich (* 28. Februar 1840 in Flonheim als Wilhelm Philipp Daniel Schlich; † 28. September 1925 in Oxford, England) war ein deutsch-britischer Forstwissenschaftler.

## Leben
Schlich besuchte das Gymnasium in Darmstadt und studierte an der Hessischen Ludwigs-Universität. 1866 trat er in den Dienst des Indian Forest Department. Schlich wurde 1871 Conservator und 1881 Generalinspektor für Forstwirtschaft bei der Regierung Britisch-Indiens.:S. 37 In England war er einer der Pioniere der Forstwissenschaft. 1885 wurde er Professor für Forstwirtschaft am Royal Indian Engineering College in Cooper’s Hill, das 1905 nach Oxford zog. Im selben Jahr wurde Schlich dort o. Professor für Forstwissenschaft.
Einer seiner Enkel war der Komponist und Musikwissenschaftler Humphrey Searle (1915–1982).

## Auszeichnungen
- Fellow of the Royal Society (1901)
- Knight Commander des Order of the Indian Empire (1909)

## Veröffentlichungen (Auswahl)
- A Manual of Forestry, 5 Bände, 1889–1895
- Forestry in the United Kingdom, 1904